# Четыре мушкетёра: Месть миледи
«Четыре мушкетёра: Месть миледи» (англ. The Four Musketeers) — кинофильм. Экранизация произведения Александра Дюма.
Фильм полон юмора и снят с большой долей иронии. Первоначально фильм должен был длиться три часа, однако затем было принято решение разбить его на два. Фильм «Четыре мушкетёра: Месть миледи» является второй частью. Актёрам об этом сообщено не было, в результате чего оказалось, что они сыграли в двух фильмах вместо одного.

## Сюжет
Сюжет фильма в целом повторяет сюжет романа Дюма.

## В ролях
| Актёр              | Роль                |
| ------------------ | ------------------- |
| Майкл Йорк         | Д’Артаньян          |
| Оливер Рид         | Атос                |
| Фрэнк Финлей       | Портос              |
| Ричард Чемберлен   | Арамис              |
| Кристофер Ли       | Рошфор              |
| Жан-Пьер Кассель   | король Людовик XIII |
| Джеральдина Чаплин | королева Анна       |
| Чарлтон Хестон     | кардинал Ришельё    |
| Фэй Данауэй        | Миледи Де Винтер    |
| Ракель Уэлч        | Констанция Бонасье  |
| Рой Киннир         | Планше              |

## Съёмочная группа
- Режиссёр: Ричард Лестер
- Продюсер: Александр Салкинд, Илья Салкинд
- Сценарист: Джордж МакДоналд Фрейзер
- Композитор: Лало Шифрин
- Оператор: Дэвид Уоткин